# كيث كوكبورن
كيث كوكبورن (بالإنجليزية: Keith Cockburn)‏ هو لاعب كرة قدم بريطاني في مركز نصف الجناح، ولد في 2 سبتمبر 1948 في بارنسلي في المملكة المتحدة. لعب مع غريمسبي تاون.